# ایسلوگا
ایسلوگا (به اسپانیایی: Volcán Isluga) یک آتشفشان چینه‌ای و آتشفشان در شیلی است که در تاماروگال واقع شده‌است. ایسلوگا ۵٬۵۵۰ متر بالاتر از سطح دریا واقع شده‌است.